# The Journal of Insectivorous Plant Society
The Journal of Insectivorous Plant Society (abreviado J. Insectiv. Pl. Soc.) es una revista con ilustraciones y descripciones botánicas que es editada en Japón.
Su título oficial es en japonés 食虫植物研究会々志( Shokuchūshokubutsu kaishi Kenkyu-kai) es una revista científica trimestral japonesa dedicada a las plantas carnívoras y publicado por la Sociedad de plantas insectívoras. La revista fue fundada en enero de 1950 y publicada en A4 desde 2010. Se publica alrededor de 120 páginas por año. Está subtitulado en inglés desde abril de 1986, aunque se publica en japonés. Sin embargo, algunos resúmenes se publican en inglés.
Esta revista está dedicada a la horticultura de estas plantas, revistas científicas y literarias; informes de las expediciones, la designación de nuevos taxones y nuevos cultivares.

## Taxonomía
La revista ha descritos las siguientes taxas:

### Drosera
- Drosera camporupestris
- Drosera grantsaui
- Drosera hartmeyerorum
- Drosera schwackei
- Drosera spatulata var. bakoensis
- Drosera spatulata var. gympiensis
- Drosera tentaculata
- Drosera viridis
- Drosera × corinthiaca
- Drosera × fontinalis

### Heliamphora
- Heliamphora chimantensis
- Heliamphora elongata
- Heliamphora exappendiculata
- Heliamphora folliculata
- Heliamphora hispida
- Heliamphora sarracenioides

### Nepenthes
- Nepenthes angasanensis
- Nepenthes carunculata var. robusta
- Nepenthes lavicola
- Nepenthes longifolia
- Nepenthes mikei
- Nepenthes ovata
- Nepenthes rowanae
- Nepenthes sibuyanensis
- Nepenthes talangensis
- Nepenthes tenuis
- Nepenthes xiphioides

### Pinguicula
- Pinguicula lithophytica
- Pinguicula nivalis
- Pinguicula pilosa

### Sarracenia
- Sarracenia × bellii
- Sarracenia × casei
- Sarracenia × charlesmoorei
- Sarracenia flava var. cuprea
- Sarracenia flava var. rubricorpora
- Sarracenia × naczii
- Sarracenia purpurea ssp. venosa var. burkii f. luteola